# Giochi d'acqua di Wilhelmshöhe
I Giochi d'acqua di Wilhelmshöhe (in tedesco Wasserspiele) a Kassel hanno luogo nel parco Wilhelmshöhe, che è patrimonio dell'umanità UNESCO.

## Descrizione
In questo parco lo spettacolo dei giochi d'acqua è molto grande e sono necessari 750 m³ d'acqua per dar vita a questo show.
Durante lo spettacolo l'acqua scorre attraverso un complicato sistema di fontane lungo un pendio.
Le fontane furono progettate e costruite nel XVIII secolo per volere del langravio Carlo I d'Assia-Kassel, con l'aiuto dell'architetto Giovanni Francesco Guerniero e altri architetti.
L'acqua utilizzata proviene da un serbatoio sotterraneo (bacino Sichelbach).
In questo bacino vengono raccolte acqua piovana, neve sciolta e acqua presente nel sottosuolo.
Il bacino possiede delle dimensioni di circa 40.000 m³.
L'intero sistema funziona senza pompe e quindi a pressione naturale.

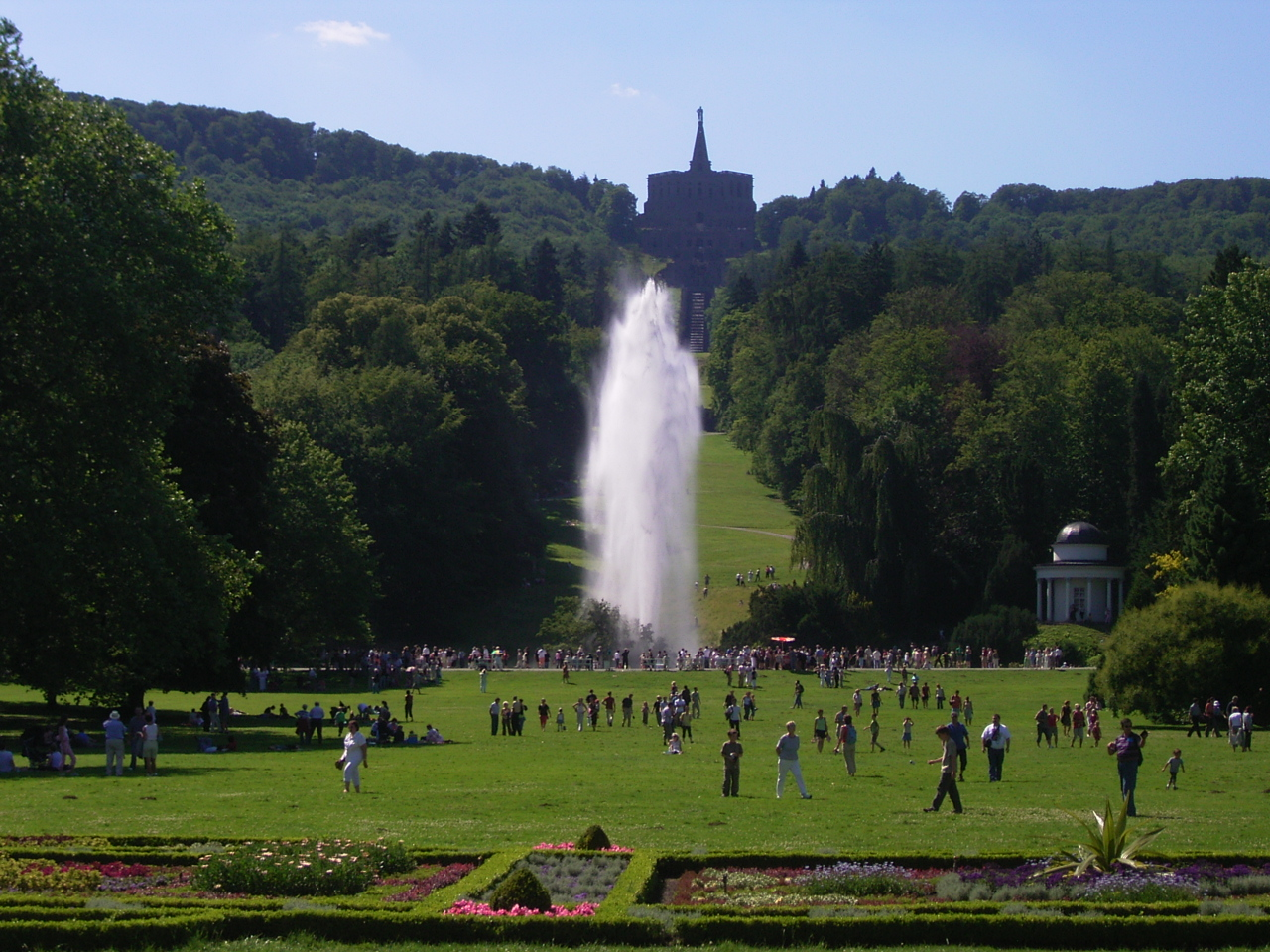

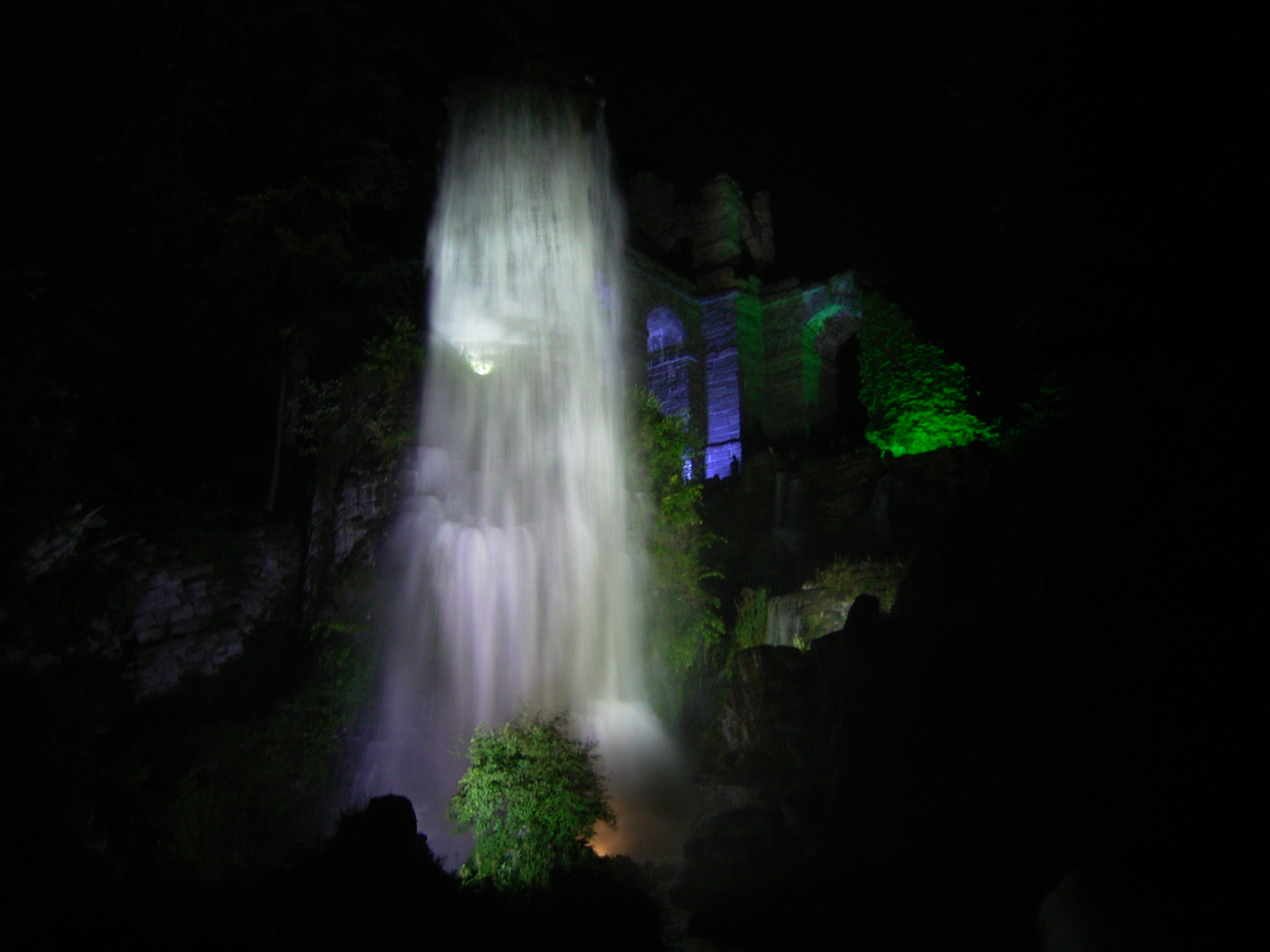

## Stazioni
I giochi d'acqua sono formati da 7 stazioni (in tedesco Stationen).
L'acqua impiega circa un'ora a percorrere tutte le stazioni ed il percorso è caratterizzato da un dislivello che supera i 225 metri.
I visitatori possono osservare il percorso dell'acqua e percorrere ogni singola stazione a piedi.
- La prima stazione è chiamata “Herkules” e prende nome da una statua di rame, simbolo di Kassel, che è una copia dell'Ercole Farnese. Il via allo spettacolo è dato dal naturale rumore dell'acqua che sgorga dal bacino situato nella parte superiore del percorso.

- La seconda parte del percorso è chiamata “Cascate” (Kaskaden) per la presenza di cascate con una lunghezza di 210 metri e una larghezza di 9 metri. Qui l'acqua supera un dislivello di 80 m.Si osserva qui la presenza di una gradinata dalla quale scende l'acqua e a destra e sinistra di quest'ultima c'è la presenza di 2 ulteriori gradinate, dalle quali gli spettatori hanno la possibilità di osservare lo spettacolo.La gradinata di sinistra è composta da 535 gradini e quella di destra da 539.Inoltre l'acqua delle cascate si divide in tre bacini/fontane. Grazie e queste fontane l'acqua compie una pausa perché una volta riempite, l'acqua trabocca da queste ultime e riprende a fluire verso il basso.

- La terza tappa è chiamata “Cascata Steinhöfer” (Steinhöfer Wasserfall) dedicata all'architetto Karl Steinhöfer.

- La quarta stazione è chiamata “Ponte del diavolo” (Teufelsbrücke). L'acqua scorre in questo punto sotto un ponte e precipita per 10 metri in uno stagno.

- La quinta tappa è chiamata “Acquedotto” (Aquädukt). Qui l'acqua si raccoglie in una cascata di 30 m d'altezza.

- La sesta stazione è chiamata “La grande Fontana” (Grosse Fontane), una fontana alta 52 m.Questa fontana si erge al centro di un laghetto artificiale.

- L'ultima e settima stazione è chiamata “Lac”. L'acqua scorre infine in uno stagno che ha il nome francese di “Lac” ed è anch'esso artificiale. Da qui l'acqua si dirige nel fiume Fulda sotterraneo.

## Appuntamenti
I così detti “Wasserspiele” hanno luogo dal 1º maggio fino al 3 ottobre ogni mercoledì, domenica e nei giorni festivi.
Lo spettacolo ha inizio alle ore 14:30 ai piedi della statua Herkules.
Il primo sabato di ogni mese (da giugno a settembre) ha luogo (in giugno e luglio alle ore 22:00, in agosto e settembre alle ore 21:00) lo spettacolo dei giochi d'acqua illuminato.
Durante lo spettacolo ogni stazione appare illuminata e colorata.
L'entrata è libera.